# EXILE ÜSA
宇佐美 吉啓（うさみ よしひろ、藝名：ÜSA、1977年2月2日—）是日本的藝人。前EXILE的表演者。前J Soul Brothers、RATHER UNIQUE。
神奈川縣横濱市出身。身高177cm。

## 來歷
1994年加入「BABY NAIL」，1998年加入「JAPANESE SOUL BROTHERS」。後來1999年成為「J Soul Brothers」的成員。與在EXILE的活動並行，於2005年與同樣是成員的MAKIDAI一起組成饒舌團體「RATHER UNIQUE」擔任MC。
2004年、與MAKIDAI、AKIRA一起組成組合「RATHER UNIQUE」。與EXILE並行活動
2006年6月、於舞台『THE面接』作為演員出道。
他為追求「舞蹈的根源」而持續在世界各地進行舞蹈之旅，並於2008年起動舞蹈相關計劃｢DANCE EARTH｣。
2015年4月29日、藝名由EXILE USA改為EXILE ÜSA。理由是名字USA會被誤解為美國的U.S.A。同年6月22日與松本利夫及MAKIDAI共同發表了於年内從表演者的身份引退。12月31日的『CDTV Special! New Year's Eve Premiere Live 2015→2016 』以作為EXILE 表演者身份作最後的表演。

## 人物
ÜSA的爸爸是過去在小舞廳被稱為「Funky佐美」的人物，在EXILE的Remix專輯中的廣告演出，與EXILE一起在歌唱節目登場並表演舞蹈。與櫻塚やっくん同年級，也是搞笑團體スピードワゴン的井戶田潤打工地方的前輩（取自於2006年12月4日播放的「HEY!HEY!HEY!MUSIC CHAMP」）。USA的爸媽曾經營居酒屋，成員KEIJI也曾在那裏打工。
據說舞蹈技巧是EXILE第一。 他為追求「舞蹈的根源」而持續在世界各地進行舞蹈之旅並發行書籍｢DANCE EARTH｣。
- 持有龍舌蘭酒Maestro的資格[2][3]。

## 参加團體
- BABY NAIL（1994年 - 1998年）
- HIP HOP JUNKEEZ（1998年）[4]
- J Soul Brothers（1999年 - 2001年8月24日）
- EXILE（2001年8月24日 - 現在）
- RATHER UNIQUE（2004年 - 2006年9月）
- DANCE EARTH PARTY（2013年 - ）

## 演出

### 舞台劇
- 劇団方南ぐみ「THE面接」（2006年6月14日 - 21日）
- 劇団EXILE 第一回公演「太陽に灼かれて」（2007年9月20日 - 10月8日）飾演 タクヤ
- 劇団EXILE 第二回公演「CROWN 〜眠らない、夜の果てに…」（2008年5月16日 - 26日）飾演  ジュウユウ
- Tragic Situation Theater 蛇姫様 -わが心の奈蛇-（2009年2月5日 - 15日、2月26日 - 3月1日）飾演 伝次、権八
- 劇団EXILE 第四回公演「DANCE EARTH 〜願い〜」（2010年5月2日 - 19日）飾演 ユウ
- DANCE EARTH ～生命の鼓動～（2013年2月1日 - 23日）飾演 小丑
- DANCE EARTH PROJECT Global Dance Entertainment「Changes」(2014年5月)

### 電影
- 京都太秦物語（2010年5月）飾演 梁瀬康太
- DANCE EARTH -BEAT TRIP-（2013年）

### 電視節目
- 週刊EXILE（TBS、2010年1月 - 12月）MC
- Eダンスアカデミー（NHK E頻道））主任講師
  - SEASON 1（2013年4月 - 10月）
  - SEASON 2（2014年4月 - 9月）
  - SEASON 3（2015年4月 - ）
- ZIP!「あさダンス体操」（日本電視台、2013年7月 - 8月）
- 熱血!Danceアカデミー（2014年3月30日、東京電視台）
- EXILE USA DANCE EARTH CHANNEL （2014年11月 - 、CSダンスチャンネル）[5]
- 地球バス紀行（2015年4月 - 、BS-TBS、木曜日21:00-21:54）- 旁白

### CM
- recruit「HOTPEPPER美食」（2011年11月 - ）
- GREE「聖戦ケルベロス」（2012年2月 - ）
- 富士通「ARROWS」（2012年7月 - ）
- 久光製藥「AIR SALONPAS」（2013年）

### 廣播
- EVOLUTION D ‘‘BLACK room’’（InterFM、2008年4月 - 6月）

### 声優
- エグザムライ（2008年）飾演 USA

### PV
- EXILE「心願」（2010年）

### 雜誌連載
- ソトコト （木楽舎、 2013年9月號 -）

### 其他
- Netflix原創劇集「ゲットダウン」（2016年） - 日本大使[6]

## 作品

### 書籍
- 舞動地球：EXILE·USA環球采風之旅（1）（2013年6月1日）ISBN 9787510061288
- 舞動地球 Beat Trip：EXILE·USA環球采風之旅（2） （2013年6月1日）ISBN 9787510061295
- 在地球上跳舞 DANCE EARTH Change the World （2013年6月1日）ISBN 9787510061301 （2013年6月13日 ISBN 9789866278877
- 日本で踊ろう! DANCE EARTH - JAPAN（2014年8月11日）ISBN 978-4902256581
- キズナ（2016年）ISBN 978-4344028760

### 插畫書
- ダンスアース（2012年2月10日）插畫書作家のぶみ擔當作畫 ISBN 978-4863240476
- ダンスアース2（2013年5月10日）ISBN 978-4863240636

### DVD
- DANCE EARTH（2009年）

### 作詞
- DANCE EARTH PARTY「イノチノリズム」（2013年1月16日）與michico合作

## 備註
1. ↑  組成當時AKIRA還沒有成為EXILE成員。
2. ↑  . 株式会社メディアプロダクツジャパン. 2015-02-16  [2016-02-25]. （原始内容存档于2016-03-05）.
3. ↑  2012年5月26日放送回「EXILE EX-PRESS」より
4. ↑  . CHU's BLOG～生きる～. 2009-09-18  [2016-04-03]. （原始内容存档于2016-04-26）.
5. ↑  .   [2015-09-03]. （原始内容存档于2015-04-02）.
6. ↑  . TVGroove. 2016-10-13  [2016-10-16]. （原始内容存档于2016-10-18）.

## 相關項目
- EXILE
- RATHER UNIQUE

## 外部連結
- USA｜PROFILE｜EXILE Official Website（页面存档备份，存于）
- USA_from EXILE的X（前Twitter）
- EXILE ÜSA的Instagram帳戶
- Exile Usa_dance Earth的Facebook專頁